# 肥茶

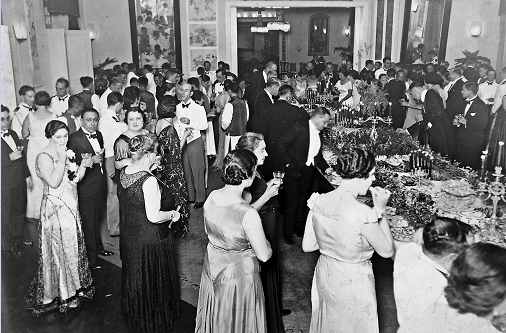
圖為1930年代在陸軍俱樂部大樓內舉行的肥茶聚會。

肥茶（葡萄牙語：Chá Gordo）由葡語直譯，又稱土生葡人下午茶，指的是澳門土生葡人社群中類似於高級下午茶的美食傳統。

## 歷史
歷史上，在澳門有繼承葡萄牙傳統的家庭會為一些場合主辦肥茶，例如天主教節慶、幼兒洗禮或生日，但是可以用任何理由來主辦肥茶。歷史上甚至有些家庭會每星期有一天主辦肥茶。
在澳門的婚禮之後有可能設肥茶，用於取代中式婚禮鋪張的婚宴。

## 構成

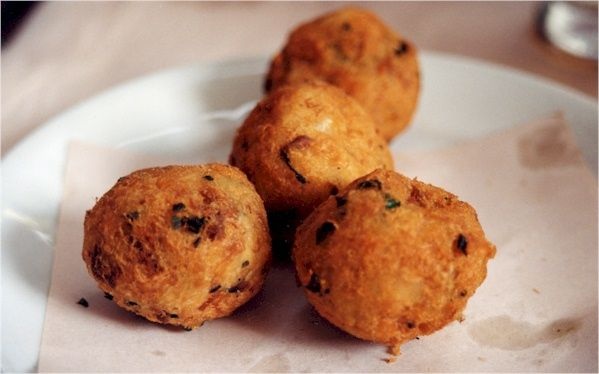
圖為肥茶中常見的菜式——馬介休球。

肥茶以其舖張聞名，由12道或以上的菜品組成。肥茶一般會在下午時分的中段開始，這樣做可以讓孩子參與品嘗，也可以讓成人在孩子就寢後繼續娛樂。
常見於肥茶的菜品包括馬介休球、免治、鮮蝦濃湯和葡式大雜燴。

## 現況
由於現時澳門擠迫的生活環境，肥茶已經相當罕見，但為了保存土生葡人的生活文化，社群還是會定期舉辦肥茶（例如聖誕節）。